# Samy Thiébault
Samy Thiébault est un saxophoniste de jazz français né le 11 mai 1978 à Abidjan (Côte d'Ivoire).

## Biographie

### Famille et formation
Samy Thiébault naît en 1978 en Côte d'Ivoire d'une mère marocaine communiste et d'un père français « apolitique, donc de droite ».
Il apprend la musique au conservatoire de Bordeaux, avant d'intégrer en 2004 le CNSM de Paris. 

### Carrière
Après une thèse en philosophie, il commence sa carrière dans le jazz à 25 ans. Il mixe les codes du jazz et de la musique caribéenne. Il joue avec différents musiciens cubains comme Dafnis Prieto dans son groupe américain, ou Inor Sotolongo dans son groupe français.
Il compose également pour le cinéma.

## Discographie
- Blues For Nel (2004)
- Gaya Scienza (2008)
- Upanishad Experiences (2010)
- Clear Fire (2013)
- A Feast Of Friends (2015)
- Rebirth (2016)
- Caribbean Stories (2018)
- Symphonic Tales (2019)
- Awé ! (2021)
- In Waves (2024)

## Distinctions
- Prix des auditeurs France Musique-Sacem de la musique de film 2023 pour la bande originale du film L'air de la mer rend libre de Nadir Moknèche[6]
- Chevalier de l'ordre des Arts et des Lettres (2024)

### Presse
- « Samy Thiébault redessine-t-il la carte des Caraïbes ? », sur LExpress.fr, 28 décembre 2018 (consulté le 22 mai 2022).
- Eric Delhaye, « Samy Thiébault, un jazzman qui casse les codes avec les musiques caribéennes », sur Télérama, 14 novembre 2018 (consulté le 15 septembre 2021).
- « Samy Thiébault : "Le futur du jazz se trouve dans l’arc caribéen, comme d’ailleurs son passé" », sur PAM | Pan African Music, 22 septembre 2021 (consulté le 22 mai 2022).

### Radio
- Laurence Aloir, « Musiques du monde - Samy Thiébault raconte Awé et Giulia de Vecchi le festival Villes des Musiques du monde », sur RFI, 14 octobre 2021 (consulté le 22 mai 2022)